# Cingulum

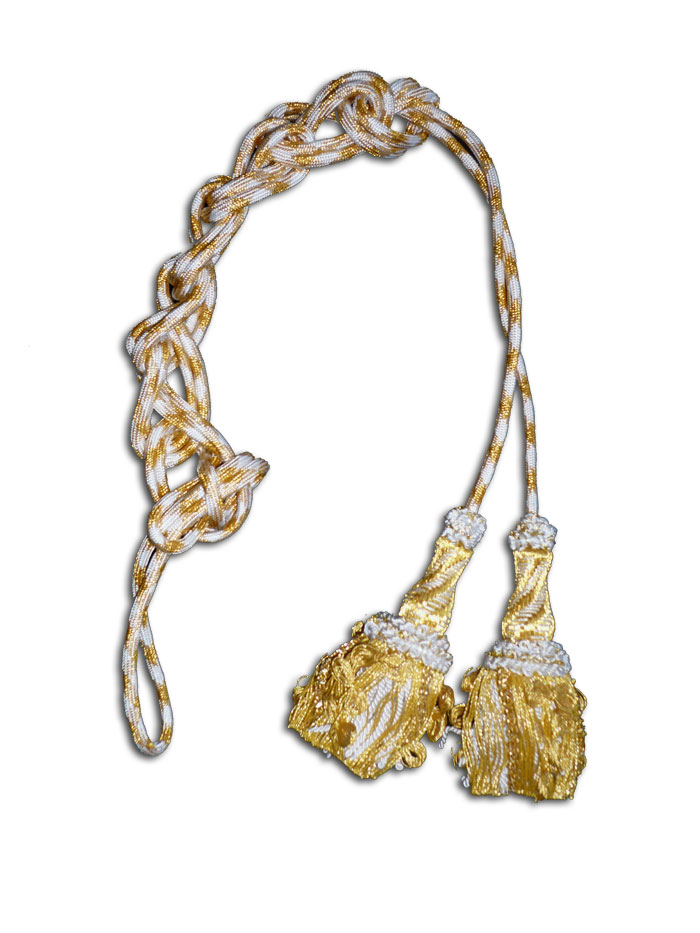
Cingulum zakończone chwostami

Cingulum – pas lub gruby sznur z frędzlami na obu końcach, używany przez duchownych i usługujących w kościołach chrześcijańskich, jako element stroju liturgicznego. Służy do przewiązania w pasie alby lub habitu. Użycie cingulum nie jest obowiązkowe, gdy alba jest tak uszyta, że przylega do ciała bez tego paska.
Nazwa wywodzi się od łacińskiego słowa cingulum, oznaczającego pas żołnierski lub pas urzędniczy.
Dawniej cingulum było szerokim pasem zdobionym haftem.
Pas symbolizuje moc i łaskę Bożą, w którą odziani są chrześcijanie stający do służby Bożej. Wraz z początkiem używania w roli cingulum sznurka pojawiła się symbolika wstrzemięźliwości i panowania nad pożądliwościami cielesnymi. Sznur jest także znakiem pracy w służbie Bożej i posłuszeństwa.
Cingulum najczęściej jest w kolorze białym, jednak coraz częściej spotyka się inne jego kolory. W Kościele rzymskokatolickim coraz popularniejszą praktyką jest także stosowanie przez różnych usługujących, zwłaszcza lektorów, cingulum w kolorze zależnym od koloru liturgicznego danej celebracji, w czasach dawniejszych takie praktyki w odniesieniu do posługujących i duchowieństwa były szeroko rozpowszechnione. 
W obrządkach bizantyjskich i pokrewnych, prezbiterzy i biskupi przepasują się ozdobnym pasem po założeniu sticharionu (szaty odpowiadającej rzymskiej albie) oraz epitrachelionu (stuła; na wschodzie najczęściej zszyta na środku). 